# Sébastien Martin
 (Avril 2025).
Il peut être nécessaire de l'améliorer pour respecter le principe de neutralité de point de vue. Veuillez consulter la page de discussion pour plus de détails.

Pour les articles homonymes, voir Martin.
Sébastien Martin, né le 24 novembre 1977 à Vichy (Allier), est un homme politique français.
Il est président de la communauté d'agglomération Le Grand Chalon depuis 2014 et 1er vice-président du conseil départemental de Saône-et-Loire depuis 2015, jusqu'à son élection comme député en 2025.
En novembre 2020, il est élu président d’Intercommunalités de France.
Il est depuis le 25 mai 2025 le député de la cinquième circonscription de Saône-et-Loire à la suite d’une législative partielle.

## Biographie

### Formation
Diplômé en 2000 de l’Institut d'études politiques de Grenoble - section politique - il obtient par la suite un DESS de communication politique et sociale à l'Université Paris 1 – Panthéon Sorbonne en 2001.

### Carrière professionnelle
À la suite de son passage en tant que stagiaire au sein du groupe RPR à l’Assemblée nationale, Sébastien Martin devient assistant parlementaire de Jean Proriol (UMP), député de la Haute-Loire (2e circonscription).
Il rejoint en 2011 le territoire chalonnais en tant qu’attaché parlementaire et conseiller auprès de Dominique Perben (UMP), alors député-maire de Chalon-sur-Saône pour la XIIe législature (2002-2007)[réf. nécessaire].
Celui-ci ayant été nommé ministre de la Justice en 2002, Sébastien Martin devient collaborateur du député suppléant Dominique Juillot[source insuffisante]. Il est rappelé dès 2005 auprès de Dominique Perben, alors ministre des Transports, de l’Équipement, du Tourisme, et de la Mer pour lequel il assure le poste de chargé de mission au sein de son cabinet.
Il est nommé en 2006 à la direction du cabinet de Dominique Juillot, élu président de la communauté d'agglomération Le Grand Chalon en 2004, qu'il quitte après les élections municipales de 2008 et l'élection du socialiste Christophe Sirugue à la tête de l'intercommunalité, pour prendre les fonctions de directeur de cabinet du maire de Rueil-Malmaison Patrick Ollier (UMP) puis de Jean-Marie Bockel (UDI) à Mulhouse entre 2010 et 2011[réf. nécessaire].
Sa carrière se poursuit au ministère des Sports en tant que conseiller auprès de Chantal Jouanno puis de collaborateur chargé de la vie associative et du bénévolat au sein du cabinet ministériel de David Douillet, sous le mandat présidentiel de Nicolas Sarkozy (UMP).
Entre 2013 et 2015, il occupe le poste de consultant pour un cabinet de recrutement parisien[réf. nécessaire].

### Mandats locaux

#### Président du Grand Chalon
En septembre 2012, il fonde l’association « Chalon, Alternative 2014 » pour préparer les élections municipales de 2014 dans l'optique de rassembler les représentants de droite en lice : Sébastien Martin (UMP), Isabelle Dechaume (UDI) et Gilles Platret (UMP)[pertinence contestée].
Finalement investi par la Commission nationale d'investiture de l'UMP le 8 octobre 2013 mais face au risque de division de la droite et du centre, Sébastien Martin prône l'union et renonce à la tête de liste décidant de porter les enjeux liés à l'agglomération dans la campagne.
Aux élections municipales de 2014 à Chalon-sur-Saône, il fait partie de la liste conduite alors par Gilles Platret (LR), qui obtient 52,39 % des suffrages au premier tour. À 36 ans, après avoir été élu conseiller municipal, Sébastien Martin devient alors président de l'intercommunalité Le Grand Chalon le 17 avril 2014 avec 65 voix sur 83.
Connaissant le potentiel industriel historique du territoire, il s'engage pour le réaménagement de la zone économique SaôneOr, ex-site de l'entreprise Kodak, afin d'y accueillir de nouvelles entreprises,, afin de disposer de foncier pour accueillir de nouvelles entreprises, la création d’une offre d’accompagnement à leur transformation écologique et digitale et l’accueil de diplômes d’enseignement supérieur et de structures de recherche répondant aux besoins en compétences des entreprises locales[pertinence contestée].
Pour les  élections municipales et communautaires de 2020, il s'investit sur la liste LR avec le maire sortant de Chalon-sur-Saône, Gilles Platret. La liste est élue au premier tour avec  52,92% des suffrages exprimés.
De nouveau élu conseiller municipal de Chalon-sur-Saône, Sébastien Martin est réélu le 7 juillet 2020 à la présidence du Grand Chalon en proposant une gouvernance marquée par l’implication de l’ensemble des communes de l’agglomération[style trop lyrique ou dithyrambique][réf. nécessaire], par 77 voix sur 94.
Il poursuit sa politique en matière de réindustrialisation du mandat précédent afin d'assurer l’avenir du territoire[style trop lyrique ou dithyrambique], et en fait le pilier prioritaire de sa stratégie.

#### Premier vice-président du conseil départemental de Saône-et-Loire
Lors des élections départementales de 2015 en Saône-et-Loire, il est élu au second tour conseiller départemental du canton de Givry, puis premier vice-président du conseil départemental de Saône-et-Loire, chargé de l’aménagement et de l’aide aux territoires, des infrastructures et des routes. Il est réélu dès le premier tour des élections départementales de 2021 aux côtés de Dominique Lanoiselet le 21 juin 2021, obtenant 81,69% des voix contre le binôme du Rassemblement national, et réélu vice-président du conseil départemental.

### Président d’Intercommunalités de France
Auparavant vice-président chargé de l’aménagement du territoire de l’Assemblée des Communautés de France (AdCF), devenue Intercommunalités de France en octobre 2021, Sébastien Martin en devient président le 5 novembre 2020, prenant ainsi la succession de Jean-Luc Rigaut, ancien maire d'Annecy et ancien président de la communauté d'agglomération du Grand Annecy.

### Positionnement national
Dans le cadre des primaires de la droite en 2017, il appelle à voter pour Alain Juppé. À la suite de la défaite du parti Les Républicains aux élections présidentielles et s’affirmant dans la lignée de Xavier Bertrand, il exprime son désaccord avec la nouvelle ligne du parti. Sébastien Martin annonce alors ne pas avoir renouvelé sa cotisation après l’élection de Laurent Wauquiez à la présidence en décembre 2017.
À l’occasion de la primaire de la droite pour l'élection présidentielle de 2022, il soutient de nouveau la candidature de Xavier Bertrand.
Fortement attaché à sa famille politique, il affirme que “la droite a un avenir si elle redevient elle-même”  à la suite de la défaite de Valérie Pécresse au 1er tour du scrutin présidentiel.

### Député
Il est élu député de la cinquième circonscription de Saône-et-Loire lors de l'élection législative partielle des 18 et 25 mai 2025 après l'annulation par le conseil constitutionnel de l'élection du député  RN Arnaud Sanvert élu lors des législatives de 2024 et décide de siéger au sein du groupe LR bien qu'il ne soit plus adhérent du parti.

## Prises de position

### Réindustrialisation
Fervent défenseur d’une politique industrielle nationale s’appuyant sur la mobilisation et l’accompagnement de tous les territoires, il soutient que pour réindustrialiser “le Gouvernement seul ne peut rien” après avoir dénoncé le manque de volonté de ce dernier de dialoguer et de prendre en compte l’échelon local.

### Territoires et décentralisation
Investi sur les enjeux relatifs à la décentralisation et à la déconcentration, il prône une nouvelle politique d’aménagement du territoire basée notamment, sur l’attractivité des villes moyennes et sur des relations de confiance entre l'État et les collectivités territoriales[source insuffisante]. Dans une prise de position pour le journal La Tribune, il appelle en ce sens à une "France des Territoires réconciliés"[source insuffisante].
Opposé à toute grande redistribution des compétences entre collectivités territoriales en matière de décentralisation[source insuffisante], Sébastien Martin défend pour autant “un changement de modèle fondé sur la France des bassins de vie[source insuffisante]” reposant sur une territorialisation des politiques publiques selon les besoins spécifiques de chaque territoire où les Français vivent[source insuffisante].
Dans ce cadre, il défend par ailleurs la reconnaissance du statut de collectivités territoriales à l’intercommunalité au sens de l’article 72 de la Constitution affirmant qu’« au regard de ses compétences, du nombre de ses agents et du poids de ses budgets, elle n’a rien à voir avec les autres établissements publics[source insuffisante] ».

## Détails des mandats et fonctions

### Mandats locaux
- Président de la communauté d'agglomération Le Grand Chalon depuis 2014
- Président du syndicat mixte du Chalonnais depuis 2014[48]
- 1er Vice-président du conseil départemental de Saône-et-Loire depuis 2015.
- Président d’Intercommunalités de France depuis 2020

### Mandats nationaux
- Député de Saône-et-Loire (5e circ.) depuis 2025[39].

## Distinction
En 2022, il est nommé chevalier dans l’ordre national du Mérite.